# Vita sentimentale di un camionista
Vita sentimentale di un camionista è il romanzo d'esordio di Alicia Giménez-Bartlett.

## Trama
Rafael è un giovane uomo di 34 anni, di professione camionista. Il suo lavoro lo porta a spostamenti continui, ed è proprio in questa vita senza radici fisse che Rafael si sente "vivo", disprezzando invece gli uomini che praticano mestieri sedentari. "La vera vita è sulla strada", afferma. Rafael disprezza qualsiasi legame stabile, e nonostante sia sposato e sia padre di due bambine vive il matrimonio come un legame oppressivo, motivo per cui conta numerose "fidanzate" (come lui le chiama) nelle varie città dove si ferma durante il viaggio. Se invece non ha voglia di vedere le sue numerose e spesso invadenti fidanzate, Rafael ricorre alle prostitute. 
Rafael incarna il prototipo maschile dell'uomo indipendente, sicuro di sé, amante delle donne ma sostanzialmente maschilista e sessista, che crede di avere il diritto di calpestare il prossimo in virtù del suo essere "vincente".
La situazione iniziale comincia però a ribaltarsi quando Rafael incontra una strana donna, Tona, poco più anziana di lui, cameriera in un autogrill che lo seduce sul retro del suo camion. La donna gli lascia il suo numero di telefono, ma quando lui la richiama non sembra particolarmente interessata a rivederlo. I due comunque si rivedono e si frequentano durante le soste lavorative di Rafael nella città di Tarragona, dove lei vive. Tona, pur bella e delicata nell'aspetto, è connotata da una forte componente caratteriale mascolina: interessata solo al lato fisico del rapporto con il camionista, non sembra minimamente intenzionata a condividere con lui il proprio tempo, né a scambiarsi confidenze sulla propria vita passata. "Sembra che sia lei a scoparsi me", riflette Rafael, senza rendersi conto che la ragazza di comporta con lui esattamente come lui finora si è comportato con le fidanzate da lui disseminate nelle varie città (in particolare Adela, una delle fidanzate fisse di Rafael).
Dall'incontro con Tona comincia il lento declino di Rafael. La fidanzata Adela, disperata per essere stata lasciata, tenta il suicidio, e la sua coinquilina informa Rafael telefonandogli a casa. La moglie, che già nutriva dei sospetti circa la fedeltà di Rafael, intercetta la telefonata, e decide di lasciarlo definitivamente. Rafael si trasferisce per un certo periodo da Tona, nonostante la ritrosia di lei ad ospitarlo. Ma verrà cacciato di casa quando un collega camionista decide di vendicarsi di Rafael, con cui aveva avuto una lite per via di una prostituta, picchiando la donna.
Rafael finisce da solo, senza la moglie, senza più fidanzate se non le prostitute a cui occasionalmente ricorre, senza una casa (vive solo negli alberghi).

## Tematiche
Pur avendo un protagonista maschile, il romanzo tratta la condizione della donna, spagnola in particolare, nelle sue molteplici sfaccettature. Personaggio secondario ma chiave della vicenda è la moglie di Rafael. Sposatasi da ragazzina per essere rimasta incinta, frustrata in un matrimonio infelice in cui viene ignorata dal marito, trova finalmente la sua indipendenza  grazie all'amica del cuore, la vicina di casa: le due donne decidono di lasciare i rispettivi mariti e aprire un'attività tutta loro, un negozio di abiti per neonato, segno che solo la cooperazione tra donne può portare all'indipendentizzazione dal dominio maschile.